# Lukácsy Katalin
Lukácsy Katalin (Kolozsvár, 1954. április 8. –) magyar színésznő, előadóművész.

## Életpályája
Kolozsváron született, 1954. április 8-án. Színészi diplomáját 1977-ben kapta meg, Marosvásárhelyen a Szentgyörgyi István Színművészeti Főiskolán végzett. Tordán kezdte a pályát, majd Sepsiszentgyörgyön játszott. 1980 óta Magyarországon él. Budapesten a Bartók Gyermekszínház társulatában kezdte, majd 1982-től a Radnóti Színpadon vendégszerepelt, és a Thália Színház, illetve az Arizona Színház tagja volt.
Előadóművészként önálló estjeivel járja az országot, zeneszerzéssel is foglalkozik.
Férje Apáti Miklós költő, ikerfiaik:Apáti Ádám zenész és Apáti Bence balett-táncos, publicista, konzervatív közéleti személyiség.

## Színházi szerepeiből
- Edmond Rostand: Cyrano de Bergerac... Roxanne
- Bertolt Brecht: Kurázsi mama és gyermekei... Kurázsi mama
- Fejes Endre: Az angyalarcú... Lány
- Tamási Áron: Ördögölő Józsiás... Boricza, Józsiás embere, majd honosult tündérlány
- Csingiz Ajtmatov: Az évszázadnál hosszabb ez a nap... szereplő
- Hugo von Hofmannsthal: Akárki... Második kisasszony
- Victor Meta: Egy komisz kölök naplója... Tini, a házvezetőnő
- Fényes Samu: Kassai asszonyok... Első asszony
- XVI. századi ismeretlen kínai szerző: Szép asszonyok egy gazdag házban... Írnok
- Karol Wojtyła: Az aranyműves boltja... szereplő
- Kell lenni valahol egy őshazának... szereplő

## Önálló estjei, zenés-verses műsorai, előadásai
Gyermekeknek:
- „Zengő ABC” Móra Ferenc és Rigó Béla verseire komponált zene, sok játékkal és humorral,

a betűvetésről, szép magyar beszédről. (kisiskolásoknak)
- „Ha rám nézel, visszanézlek”

Népdalok, mondókák, népmesék, találós kérdések,
nyelvgyötrők és a gitár. (óvodásoknak)
- „Megjött Miklós bácsi”

Mikulás-várás közös énekléssel, táncolással,
régi Mikulás-dal tanításával. (gyerekeknek)
- „Meghozta az Isten Piros Pünkösd napját”

magyar hagyományok népdalban és népszokásban.
- „Itt a farsang, áll a bál”

Tél búcsúztató vidám játékkal, zenével.
Felnőtteknek:
- „Elment az én Rózsám” Szerelmi- és katona-népdalok énekelve és együtt énekelve

- „Glória” Mária-dalok és istenes versek.

- „Népek zenéi” Magyar, német, angol, olasz, román, cigány népdalok eredetiben és lefordítva, csipkelődve játékos szövegmagyarázattal a mindenkori emberi egység nevében

- „Erdély heggyel van kerítve” Virágénekek, versek Apafi Mihálynétól, Áprily Lajoson keresztül napjainkig.

- „Uram, miért teremtettél nőnek?” Nőkről nőknek versben, dalban, élőszóban.

- „Tavasz van! Gyönyörű!” Költészet napi válogatás a magyar líra kincsestárából.

- „Áldott legyen a szív, mely hordozott” Anyáknapi műsor.

- „Nem jó az embernek egyedül” Dalköltemények a szerző előadásában vágyakozásról, szerelemről, csalódásról, reményről.

- „Újra szól a Kossuth-nóta” Március 15. tiszteletére összeállított ünnepi műsorok a magyar irodalom és folklór kincsestárából.

- „Trianon” Megemlékezés versben, dalban, prózában.

- „Igaz hitnek plántálója” Tisztelgés Szent István előtt.

- „Rőt levelű ez az ország” Október 23. versben, dalban.

- „Mennyből az angyal” Karácsonyi műsor Magyar karácsonyi népdalok és más népek alkotásai; francia, angol, német népszerű karácsonyi dalok, versek, elbeszélések.

- „És mégis élünk” Bartis Ferenc írásaiból készült műsor Igaz vallomás az erdélyi létről, harcról, meghurcoltatásról. Elhangzik az elhíresült vers, amit a költő a házsongárdi temetőben szavalt el 1956-ban, Kolozsváron. A mindenkori elnyomottak reménykeltő szavai: „És mégis élünk”…

## Filmek, tv
- Kismaszat és a Gézengúzok (1984)
- Tizenötezer pengő jutalom (1986)
- Kreutzer szonáta (1987)
- Volt egyszer egy úrlovas (1988)
- Linda (sorozat) (1986-1989)... Ibike
- Szomszédok (sorozat) 145. rész (1992) ... Butikos nő
- Barátok közt (2004)
- Férfiakt (2006)...Könyvesbolti pénztáros
- Doktor Balaton (sorozat, 2022)...hölgy
- Brigi és Brúnó (sorozat, 2023)...Brigi anyja